# 零日攻擊 ZERO DAY
『零日攻擊 ZERO DAY』（ぜろにちこうげき）は、2025年8月から放送中の台湾の戦争ドラマシリーズ。中国による台湾侵攻を背景とした台湾社会が直面する混乱を描く。

## あらすじ
台湾総統選挙で若手女性候補に敗れた高齢の現総統は政権移行の準備を粛々と進めていた。総統就任式が近づく中、台湾南東の海上で事件が発生する。中国人民解放軍海軍のY-8対潜哨戒機が爆発し墜落したのである。唯一生き残った乗組員は付近を航行する台湾の中華民国海軍艦艇に救助され、「（機体）内部からの爆発だった」と証言する。
中国は行方不明となっている哨戒機の捜索と救助活動を目的として台湾周辺海域を海上封鎖する。それにより台湾の国際輸送が完全に停止することになり、台湾には株価暴落とともに金融不安が広がっていく。その混乱に乗じて中国が台湾侵攻の準備を進めていると見た米軍と自衛隊は警戒を強めていくことになる。諸外国政府も自国民を台湾から退避させていく。
混乱が続く台湾では中国に好意的なインフルエンサーがSNSで偽情報を広めて市民のさらなる不安を煽っていく。また、総統が中国へ宣戦布告するかのようなディープフェイク動画が流出し、テレビ局がハッキングされて人民解放軍への服従を促す映像が放送されるなど、中国による台湾市民に対する降伏扇動工作が着々と実行されていく。さらに、中国工作員と台湾内協力者により刑務所に収監されている台湾黒社会の構成員が大量に解放され、それら黒社会と第五列からなる武装組織が台湾各地の道路を封鎖する。
この混乱の最中、中国人民解放軍の特殊部隊が金門島に上陸した。

## 製作
本作は2022年に発生したロシアのウクライナ侵攻と台湾周辺における中国の軍事演習に着想を得て製作が開始された。撮影には中華民国国軍が全面協力した。
17分間の予告編動画は台湾で大きな反響を呼び、台湾メディアで大きく取り上げられ、YouTubeで100万回以上の再生回数を記録した。
台湾のテレビドラマに初めて出演するチャップマン・トウは「中国から台湾へ潜入した香港人を演じるのは恥ずかしい。しかし、私は香港でそのような人をたくさん見てきたので、この役を演じることは難しくない」と述べた。